# Лъжата (филм, 1970)
Лъжата (на испански: La mentira) е мексикански игрален филм от 1970 г., режисиран от Емилио Гомес Муриел. Филмът е базиран на едноименния роман от мексиканската писателка Каридад Браво Адамс. Върху същата история е създадена теленовелата Лъжата от 1965 г. Главните роли са поверени на Хулиса и Енрике Лисалде, които изиграват същите персонажи и в теленовелата, продуцирана от Ернесто Алонсо пет години по-рано.

## Сюжет
Деметрио Де Сан Телмо пристига в Порто Ново, за да търси своя полубрат Рикардо Силвейра, но преподобният Уилямс, свещеникът в региона, му съобщава, че брат му е починал. Адела, съпругата на д-р Хайме Ботел, разказва на Деметрио, че брат му е забогатял, като е мислил да се върне в Рио де Жанейро, но след като е получил писмо от приятелката си, е разбрал, че тя прекратява връзката им, тъй като ще се омъжи за друг мъж. Един ден, пиян, тичайки през джунглата, пада умрял, а трупът му е намерен по-късно. Айеша, прислужницата на Рикардо, дава на Деметрио кърпичка, на която има избродиран инициала „В“, но никой не може да каже на кого принадлежи; единственото сведение е, че Рикардо е работил преди две години за чичото на собственичката на кърпичката в Рио де Жанейро. Деметрио заминава за Рио де Жанейро, за да открие собственичката на кърпичката. В един бар, Деметрио се запознава с Джони, който го кани в имението на семейство Кастело-Бланко, в което предстои парти. Там той се запознава с Вероника, към която е привлечен. Вирхиния кара Деметрио да повярва, че Вероника е жената, в която се е влюбил брат му и че тя е виновницата за неговата смърт. Тя изрича тази лъжа, тъй като ревнува Джони, който обича Вероника. Деметрио е изпълнен с омраза и желание за отмъщение. Вирхиния измисля коварен план, в който да представи Вероника като амбициозна и безскрупулна жена. Вирхиния трови всички с лъжите си, за да бъдат подозрителни към Вероника. За да бъде планът за отмъщение осъществен по най-добрия начин, Деметрио и Вероника се женят. Двамата заминават за Порто Ново. Въпреки желанието за отмъщение, Деметрио обича Вероника. Той се държи враждебно с нея и в първата им нощ избухва пожар, който разрушава къщата на Рикардо. Поредица от съвпадения насочват към Вероника като убиец на Рикардо. Един ден Деметрио я отвежда в джунглата, където показва кърпичката като доказателство за вината ѝ. Тя бяга в Рио де Жанейро, за да разкрие братовчедка си Вирхиния, истинската виновница за съдбата на Рикардо. В разговор с преподобния Деметрио осъзнава лъжата на Вирхиния и тръгва след съпругата си.

## Актьори
- Хулиса – Вероника Кастело-Бланко
- Енрике Лисалде – Деметрио Де Сан Телмо
- Бланка Санчес – Вирхиния Кастело-Бланко
- Давид Естуардо – Джони Кастело-Бланко
- Хосе Галвес – Хайме Ботел
- Беатрис Шеридан – Адела де Ботел
- Роберто Каниедо – Теодоро Кастело-Бланко
- Сара Гуаш – Сара де Кастело-Бланко
- Марио Кастийон Брачо – Преподобният Уилямс
- Хавиер Масе – Белот
- Елоиса Монтерос – Айеша
- Марко Антонио Арсате – Игуасу
- Хулия Марикал – Мария
- Едуардо Макгрегър – Хенаро
- Хорхе Матеос
- Роберто Портър